# La Chapelle-Bâton (Deux-Sèvres)
La Chapelle-Bâton é uma comuna francesa na região administrativa da Nova Aquitânia, no departamento de Deux-Sèvres. Estende-se por uma área de 16,93 km². Em 2010 a comuna tinha 408 habitantes (densidade: 24,1 hab./km²).